# Équipe d'Ukraine féminine de handball
Maillots
Dernière mise à jour : 22 décembre 2021.
L'équipe d'Ukraine féminine de handball représente la Fédération ukrainienne de handball lors des compétitions internationales, notamment aux tournois olympiques et aux championnats du monde.
Le début des années 2000 a constitué la période faste de cette équipe avec une médaille d'argent au Championnat d'Europe 2000, une 4e place au Championnat du monde 2003 et une médaille de bronze aux Jeux olympiques de 2004 grâce notamment à des joueuses comme Olena Ratchenko, Olena Tsyhytsia ou Maryna Verhelyouk.
En dehors de cette période, cette sélection n'a jamais fait mieux qu'une 9e place et sa dernière qualification pour la phase finale d'une compétition internationale fut lors du Championnat d'Europe 2014.

## Parcours détaillé
Jeux olympiques
- 1996 à 2000 : non qualifiée
- 2004 :  Médaille de bronze
- 2008 à 2020 : non qualifiée

Championnats du monde
- 1993 : non qualifiable (ex-URSS)
- 1995 : 9e place
- 1997 : non qualifiée
- 1999 : 13e place
- 2001 : 18e place
- 2003 : 4e place
- 2005 : 10e place
- 2007 : 13e place
- 2009 : 17e place
- 2011 à 2021 : non qualifiée
- 2023 : qualifiée

Championnats d'Europe
- 1994 : 11e place
- 1996 : 9e place
- 1998 : 7e place
- 2000 :  finaliste
- 2002 : 12e place
- 2004 : 6e place
- 2006 : 13e place
- 2008 : 10e place
- 2010 : 12e place
- 2012 : 14e place
- 2014 : 16e place
- 2016 à 2022 : non qualifiée

## Personnalités liées à la sélection

### Sélectionneurs
| Sélectionneur          | Période      | Palmarès    |
| ---------------------- | ------------ | ----------- |
| Ihor Tourtchyne        | 1993†        | -           |
| Zinaïda Tourtchyna     | 1993-1994    | -           |
| Leonid Ratner (uk)     | 1995-1997    | -           |
| Leonid Evtouchenko     | 1998-2001    | (Euro 2000) |
| Leonid Ratner (uk) (2) | 2002-2007    | (JO 2004)   |
| Leonid Evtouchenko (2) | 2008-2011    | -           |
| Leonid Ratner (uk) (3) | 2011-2015    | -           |
| Boris Petrovsky        | 2015-2016    | -           |
| Boris Chijov           | 2016-2018    | -           |
| Nataliya Lyapina (de)  | 2019-2020    | -           |
| Boris Chijov (2)       | 03-04/2021   | -           |
| Vitaliy Andronov (uk)  | dep. 06/2021 | -           |

### Joueuses célèbres
Parmi les joueuses ukrainiennes ayant évolué sous le maillot de l'URSS, on trouve :
- Marina Bazanova, triple championne du monde
- Lioudmyla Poradnyk (Bobrous), double championne olympique
- Larissa Karlova, double championne olympique et double championne du monde
- Nina Lobova, championne olympique et championne du monde
- Zinaïda Tourtchyna, double championne olympique et double championne du monde

Parmi les joueuses ukrainiennes notables, on trouve :
- Victoria Borchtchenko, meilleure marqueuse avec 315 buts marqués en sélection
- Nataliya Derepasko, meilleure marqueuse du Championnat du monde 1995 puis naturalisée slovène
- Ioulia Managarova, naturalisée russe
- Anastasiya Pidpalova
- Olena Radtchenko, élue meilleure ailière gauche du Championnat d'Europe 2004
- Olena Tsyhytsia, élue meilleure arrière gauche du Championnat d'Europe 2000 et du Championnat du monde 2003
- Maryna Verhelyouk, élue meilleure arrière droite des Jeux olympiques 2004

À noter que les joueuses ukrainiennes Tanja Logvin et Julija Nikolić, naturalisées respectivement autrichienne et macédonienne, n'auraient pas évolué pour l'équipe nationale ukrainienne.
L'effectif, finaliste du Championnat d'Europe 2000, était :
- 01 - Irina Honcharova (GB) (1 ; 0)
- 12 - Nataliya Boryssenko (en) (GB) (6 ; 33)
- 16 - Tetyana Vorojtsova (GB) (7 ; 68)
- 02 - Olga Popovitch (4 ; 1)
- 03 - Llilija Stolpakova (7 ; 20)
- 04 - Tetyana Salogoub (7 ; 11)
- 05 - Maryna Verhelyouk (7 ; 30)
- 06 - Olena Iatsenko (5 ; 21)
- 07 - Hanna Sioukalo (6 ; 8)
- 08 - Tetyana Yaresko (3 ; 8)
- 09 - Olena Tsyhytsia (7 ; 49)
- 10 - Larissa Kharlianouk (1 ; 1)
- 11 - Olena Reznir (7 ; 17)
- 14 - Halina Markouchevska (7 ; 9)
- 15 - Olena Radtchenko (7 ; 13)

Entraîneur
- Leonid Evtouchenko

NB : entre parenthèses est indiqué le nombre de matchs joués et le nombre d'arrêts (gardiennes de but) ou le nombre de buts marqués (joueuses de champs).
L'effectif, médaillé de bronze aux Jeux olympiques de 2004, était :
- Nataliya Boryssenko (en)
- Iryna Honcharova
- Laryssa Zaspa
- Hanna Bourmistrova
- Tetiana Chynkarenko
- Maryna Verhelyouk
- Olena Iatsenko
- Hanna Sioukalo
- Olena Radtchenko
- Olena Tsyhytsia
- Halyna Markouchevska
- Lioudmyla Chevtchenko
- Nataliya Lyapina
- Anastasiya Borodina (Pidpalova)
- Oksana Raichel

Entraineur :
- Leonid Ratner